# 角田辰徳
角田 辰徳（かくだ たつのり、1983年5月24日 - ）は、日本の元男子バレーボール選手。

## 来歴
熊本県菊池市出身。法政大学卒業後、2006年に東レアローズに入団。2007年のユニバーシアードに出場した。東レではレフトで活躍。
2014年5月の黒鷲旗大会をもって勇退し、社業専念とされたが、同年6月にジェイテクトSTINGSに移籍と発表された。2016年、同年度の黒鷲旗全日本バレーボール選手権大会終了をもって現役引退し社業に専念。
2024年9月、この年に発足した熊本Virexのコーチに就任した。

## 所属チーム
- 鎮西高校
- 法政大学
- 東レアローズ（2006-2014年）
- ジェイテクトSTINGS（2014-2016年）